# Брелиди
Брелиди (фр. Brélidy) насеље је и општина у северозападној Француској у региону Бретања, у департману Приморје која припада префектури Генган.
По подацима из 2011. године у општини је живело 304 становника, а густина насељености је износила 37,35 становника/km². Општина се простире на површини од 8,14 km². Налази се на средњој надморској висини од 60 метара (максималној 111 m, а минималној 35 m).

## Демографија
| 1962. | 1968. | 1975. | 1982. | 1990. | 1999. | 2011. |
| ----- | ----- | ----- | ----- | ----- | ----- | ----- |
| 312   | 357   | 316   | 336   | 325   | 335   | 304   |

График промене броја становника у току последњих година